# Галицька залізниця імені Карла Людвіга

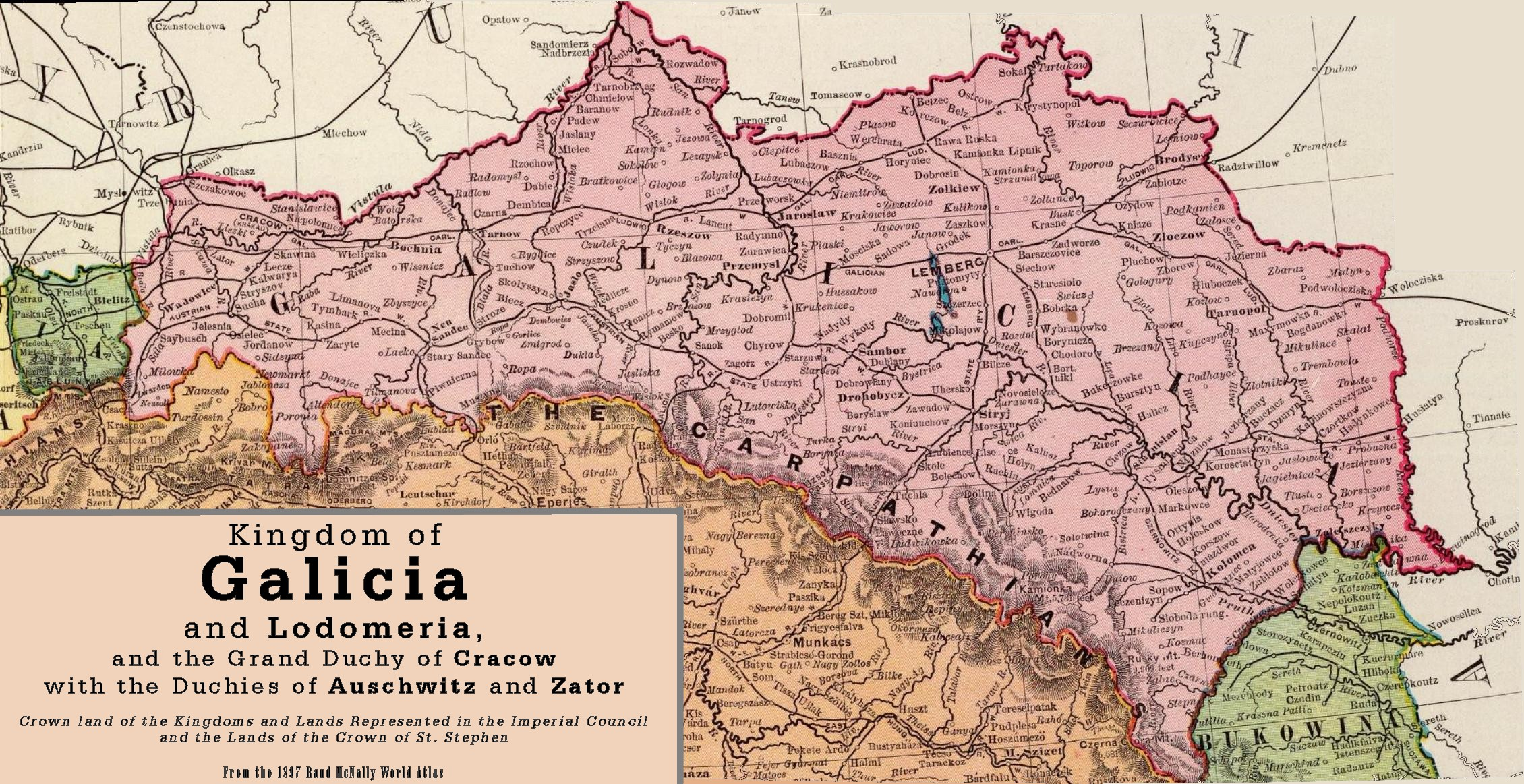
Галицькі залізниці до 1897 р.

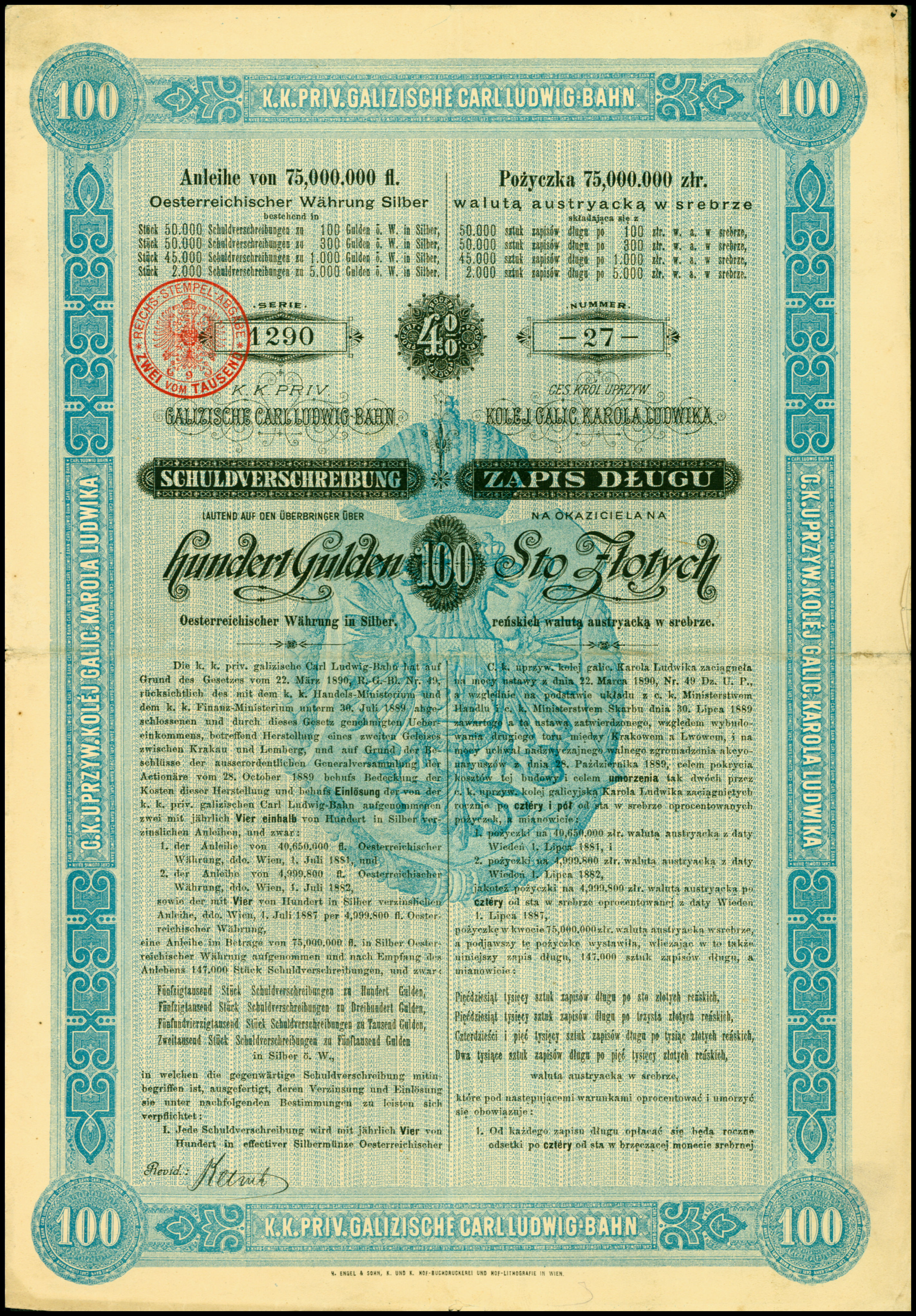
Позика на 100 гульденів для Галицької залізниці Карла Людвіга від 1 липня 1890 р.

Галицька залізниця імені Карла Людвіга (нім. Galizische Carl Ludwig-Bahn, CLB) — залізнична лінія в Галичині за часів Австро-Угорської монархії. Збудована у 1856–1861 рр. під патронатом Леона Сапеги, який отримав концесію на її будівництво 7 квітня 1858 р. від цісаря Франца Йозефа І. Залізниця мала проходити із заходу на схід теренами, що лежать північніше Карпатських гір. Вартість початкового капіталу 1862 р. становила 73,7 млн корон, 1891 р. вартість капіталу — 186 млн корон.

## Історія будови

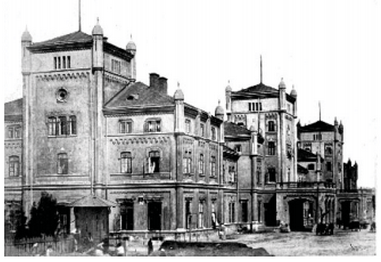
Вокзал Галицької Залізниці імені Карла-Людвіга у Львові. Фото 1894 року

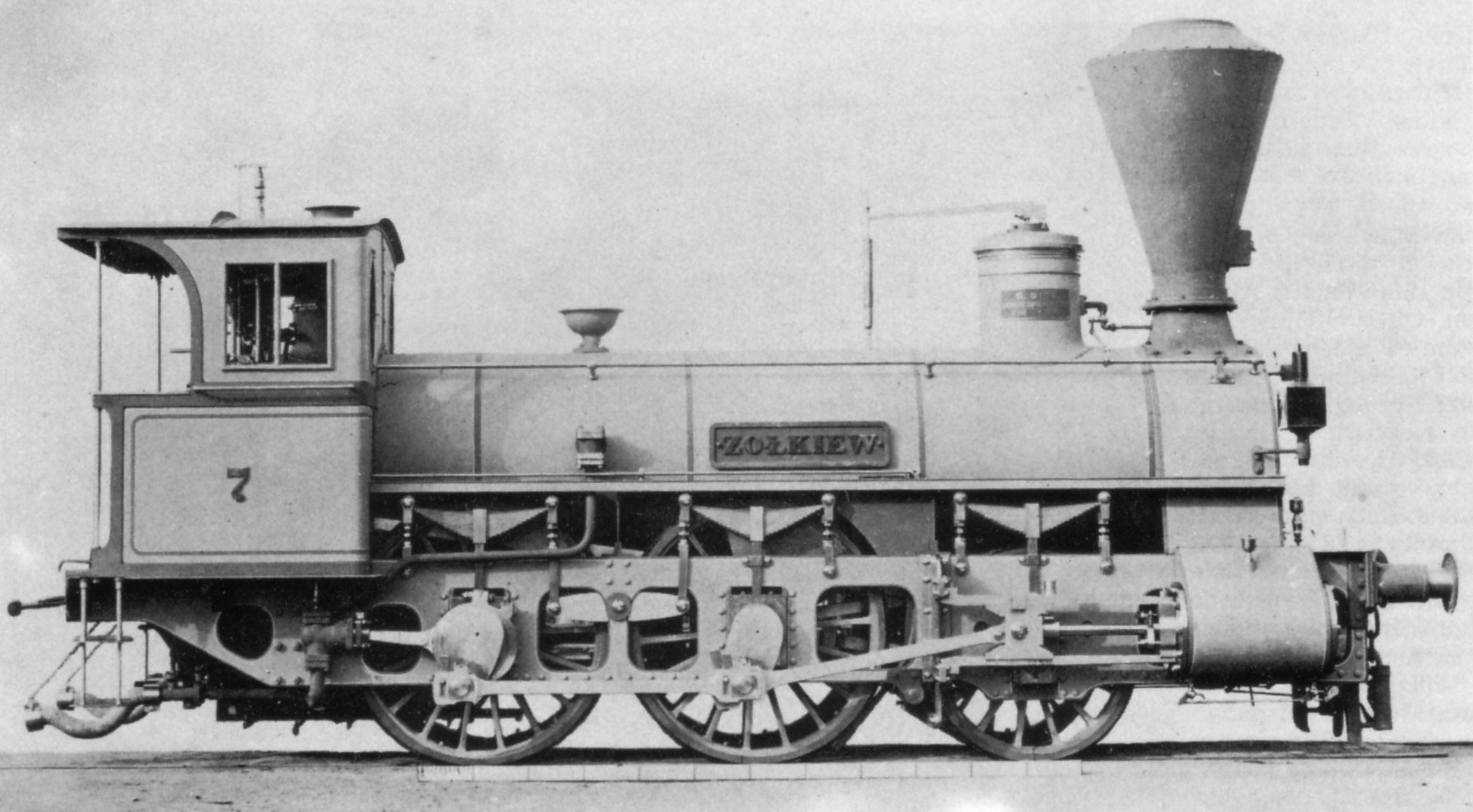
Паротяг KkStB 18 "Жовква", Галицької Залізниці імені Карла Людвіга, 1860р

Залізниця починалась у Кракові і проходила через Бохню, Тарнів, Дембицю (1856), Ропчиці, Сендзішув-Малопольський, Ряшів (1858), Ланьцут, Переворськ (1859), Ярослав, Радимно, Перемишль (1860), Мостиська, Судову Вишню, Городок і Львів (1861). До Львова перший поїзд прибув 4 листопада 1861 р. о 14.30.

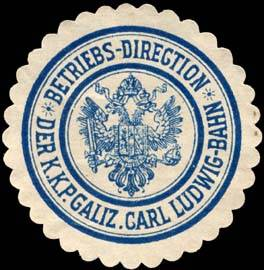
Печатка дирекції компанії "Галицької залізниці Карла Людвіга"
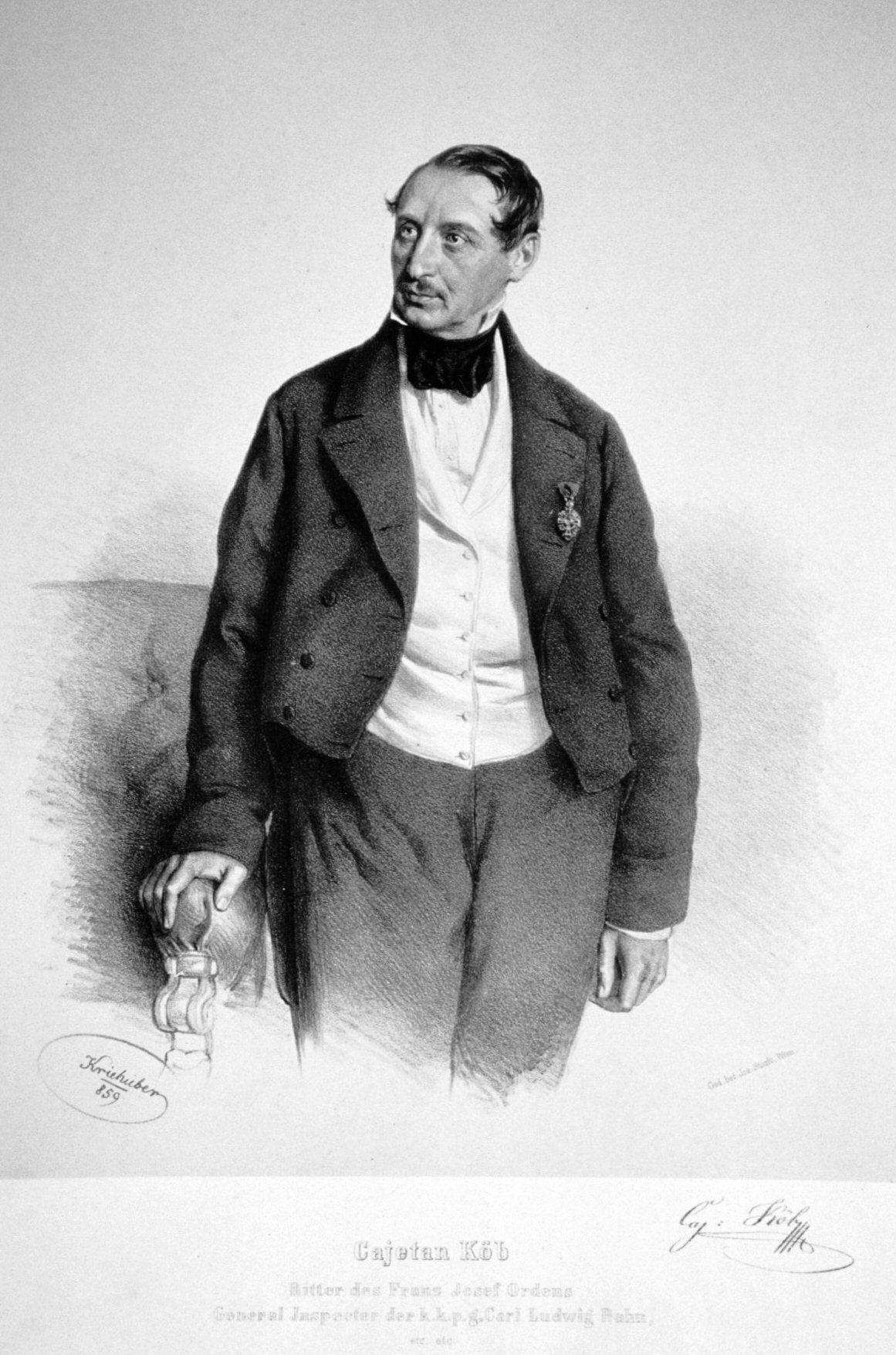
Каєтан Коб, генеральний інспектор приватної Галицької залізниці Карла Людвіга. Літографія Йозефа Кригубера, 1859р.

Зі Львова залізницю продовжили до Красного і Бродів (1869). З Красного було прокладено відгалуження до Золочева, Зборова, Тернополя і Підволочиська (1871). У південному напрямку залізниця вела з Кракова до Цешина і далі до Угорщини. Були збудовані ще інші короткі й довгі відгалуження Галицької залізниці. Тому її загальна довжина постійно зростала: 168 км (1858 р.), 353 км (1861 р.), 587 км (1871 р.) і 848 км (1887 р.).
У 1872 р. в Перемишлі до Галицької залізниці була приєднана Перша угорсько-галицька залізниця. Це дало змогу безпосередньо поєднати залізницею Львів з Будапештом, замість того, щоб їхати аж через Краків. До 1873 паротяги на залізниці мали власні імена.
У 1862 р. на Галицькій залізниці ім. Карла Людвига працювало 130 паротягів (CLB 71-72, CLB 1-2, 2 CLB, 2 CLB 3-4, 32 серій IIa, IIb, IIc), 103 пасажирські вагони i 1 393 товарні вагони. Через 10 років кількість паровозів майже не змінилась, але зросло число вагонів: 233 пасажирських i 3 273 товарних. У 1874–1891 рр. рухомий склад майже не змінювався. Тоді працювало 165–175 паротягів (12 CLB I, 18 CLB IId, 6 серії IIg, 8 CLB IIf, 2 ІІІа, 26 ІІІb, 1 IIIc, 95 серій IIId, IIIe, IIIf, IIIg, 5 серії V), 255–345 пасажирських вагонів i 3320—3755 товарних вагонів.
У 1860 р. Галицька залізниця перевезла 271 000 пасажирів, через 6 років це число зросло до 422 000. У 1870 р. було вже 594 000, а 1873 р. — 945 000. Наступних 10 років тримався рівень у 820–970 тисяч пасажирів. Злет пасажиропотоку припав на кінець XIX сторіччя — 1891 р. було перевезено 1,5 млн осіб. Пасажири могли вибирати, з яким комфортом подорожувати: у вагонах 1, 2 чи 3 класу. Так у 1869–1891 рр. вагонами 1 класу користувалось лише 1,0—2,3% пасажирів; 9—16% вибирало 2 клас, а переважна більшість (70—82%) воліла їхати вагонами 3 класу.
У 1860 р. було перевезено 248 000 т різних товарів, через 4 роки — 349 тисяч тонн, а 1870 р. — 543 тисяч тонн. У 1874 р. товарні перевезення різко зросли, і досягнули 1,1 мільйона тонн.
У 1880 році залізницею подорожував цесар Австрії Франц Йосиф I
Від 1 січня 1892 р. новим власником залізниці стала організація за назвою Австрійські державні залізниці.

## Ділянки Галицької залізниці

### Відтинки на території сучасної України
Українська частина давньої Галицької залізниці починається на польсько-українському кордоні, біля села Шегині, і проходить через Львів до Красного, звідти до Бродів, а також до Тернополя і Підволочиська. Відтинок від кордону до Львова вважається першою на території України залізницею.
Час відкриття і відстані деяких відтинків
- 15 листопада 1861: Перемишль — Львів, 98,20 км
- 12 липня 1869:
  - Львів — Красне — Золочів, 75,29 км
  - Красне — Броди, 42,01 км
- 1871
  - 1 серпня: Золочів — Тернопіль, 64,04 км
  - 4 листопада: Тернопіль — Підволочиськ, 52 км
- 27 серпня 1873: Броди — Радивилів, 7 км
- 6 липня 1884: Ярослав — Сокаль, 146,94 км
- 12 серпня 1896: Бірки-Великі — Гримайлів через Скалат, 33,025 км

### Відтинки на території сучасної Польщі
- 20 лютого 1856: Краків — Дембиця, 110,52 км
- 26 січня 1857: Бєжанів — Величка-Копальня, 5,34 км
- 1858
  - 16 вересня: Подленже — Неполомиці, 4,81 км
  - 15 листопада: Дембиця — Ряшів, 46,90 км
- 15 листопада 1859: Ряшів — Переворськ, 36,74 км
- 15 листопада 1860: Переворськ — Перемишль-Головний, 50,02 км
- 30 жовтня 1887: Дембиця — Розвадів — Надбжеже, 107,45 км

## Галерея

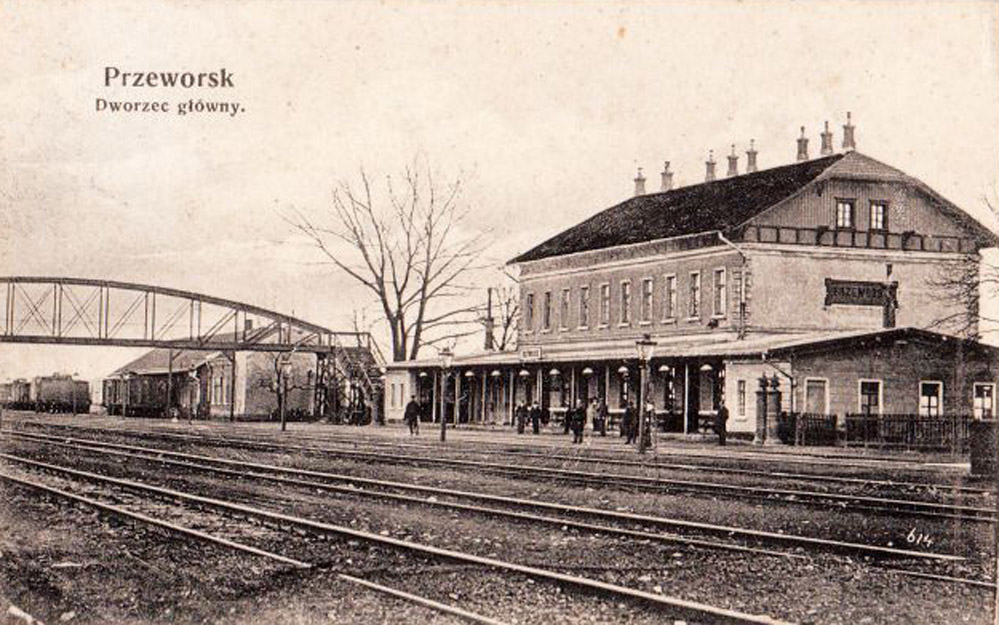
Переворськ на Закерзонні (сучасна Польща), залізничний вузол, 1908
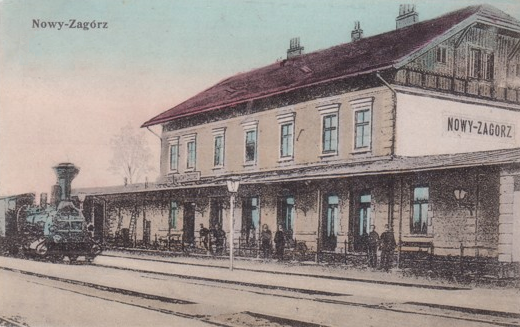
Вузлова станція Загуж на Лемківщині (сучасна Польща), 1915
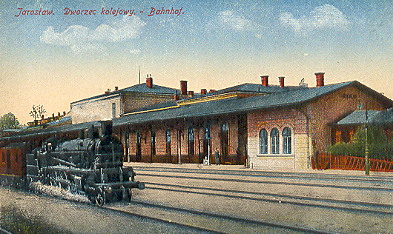
Ярослав (сучасна Польща), 1914
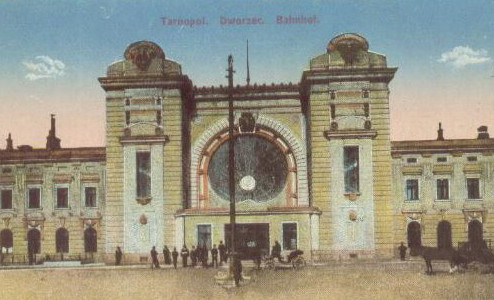
Тернопіль, 1914
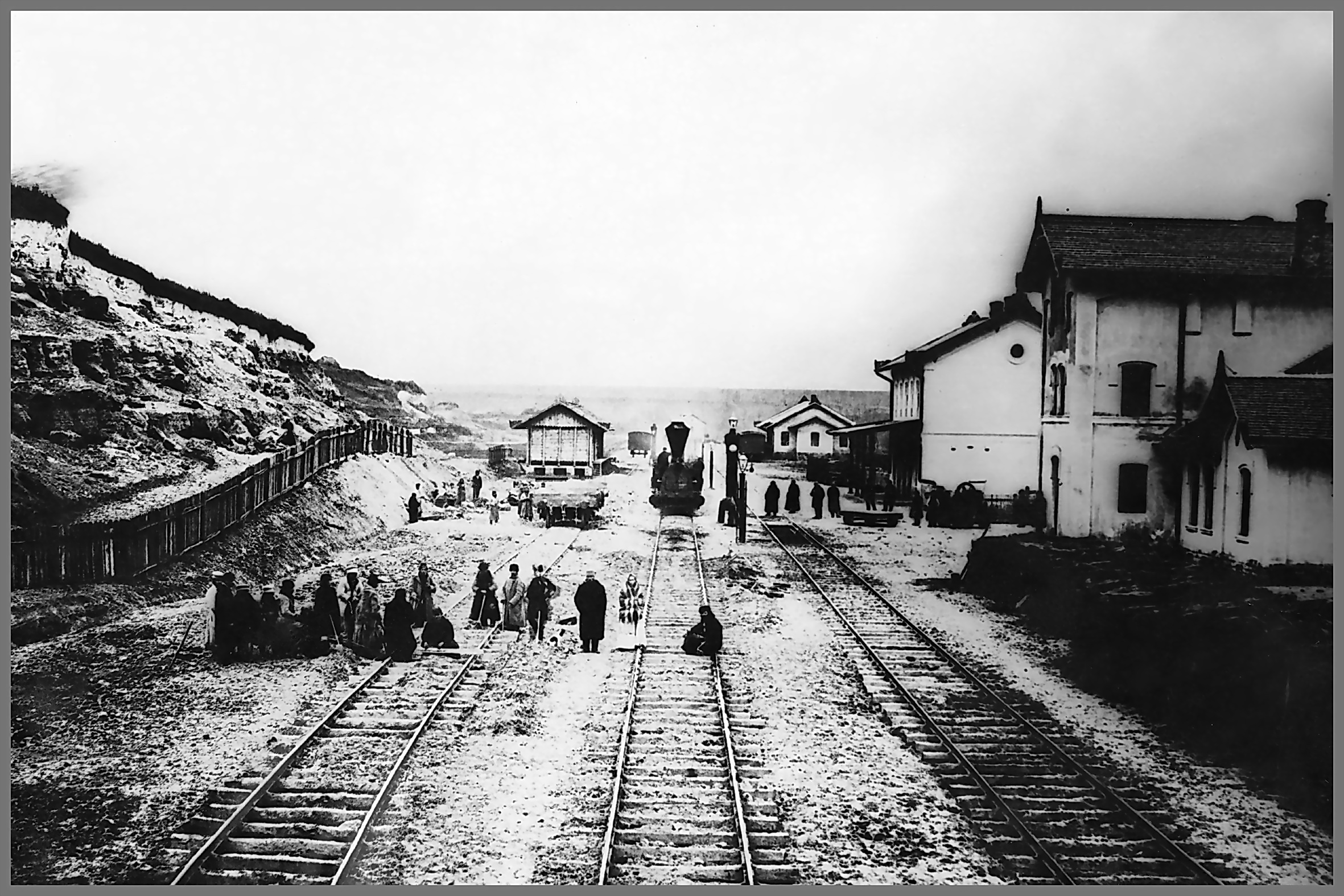
Бірки-Великі, 90-і рр. ХІХ ст.